# تيريز أنييس ريغو

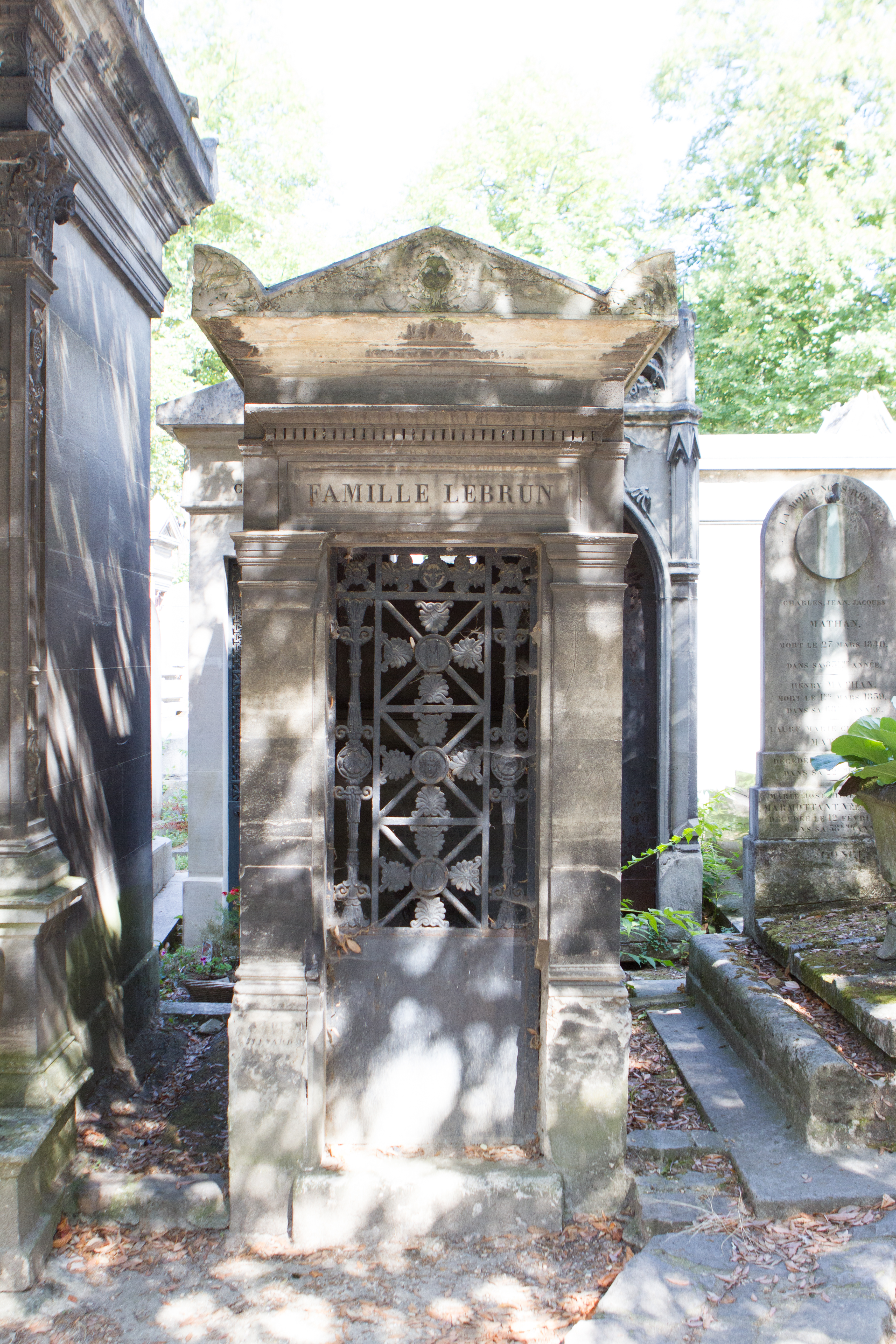
قبر الكونتيسة دي باسانفيل في مقبرة بير لاشيز ، باريس.

تيريز أنييس ريغو (المعروفة باسميها المستعارين أناييس دي باسانفيل وكومتيس دي باسانفيل)، كاتبة وصحفية في مجلة نسائية فرنسية من القرن التاسع عشر. ألفت العديد من المؤلفات حول الأخلاق الحميدة. ولدت عام 1802 في أوتويل، السين (باريس الآن) وتوفيت في 6 نوفمبر 1884 في نفس المدينة.

## حياتها
كانت أناييس تلميذة هنرييت كامبان. بدأت الكتابة في سن الأربعين تحت اسم مستعار كومتيس دي باسانفيل (كونتيسة باسانفيل). أسست مجلة الفتيات الشابات.علاوة على ذلك، كانت رئيسة تحرير مجلة Le moniteur des dames et des Demoiselles من عام 1986 إلى عام 1850 ومجلة Le dimanche des familles من عام 1856 إلى عام 1858.